# Kam zmizel kurýr
Kam zmizel kurýr je český sci-fi film s detektivními prvky natočený režisérem Otakarem Fukou v roce 1981. Je zčásti filmem střihovým, využívá záběry z dalších českých sci-fi filmů.

## Obsah filmu
V Praze se objevuje muž, který se údajně zajímá o své předky z Čech, s tím, že vyučuje v australském Sydney bohemistiku. Představuje se jako Michael Allan Jones. Seznámí se v archívu v Novém Městě nad Metují s mladou spisovatelkou Jarmilou Voseckou, a sice nad záznamem kronikáře z třicetileté války, píšícím tehdy o záhadném pádu meteoritu, silně připomínajícím přistání UFO.
Příběh dál objasňuje, že Michael vlastně pátrá po zmizelém kurýrovi z jeho planety, o tom ale Jarmila neví. Michael jí pomáhá napsat sci-fi povídku, do níž jí dává námět, že pád meteoritu na České vysočině byla vlastně havárie kosmické lodi, v níž letěl Kurýr. Michael ovšem postupně nachází různé stopy po Kurýrovi, u Keplera, Galilea a jinde. Z příběhu vyplývá, že kurýr inspiroval velikány evropské kultury k jejich převratným dílům, například Cyrana z Bergeraku, či Karla Čapka nebo Julesa Vernea. Tyto indicie po Kurýrovi, ztraceném uprostřed intergalaktické války, dá také Jarmile, aby je zakomponovala do povídky. Povídka vyjde v tisku a ve skutečnosti má Kurýrovi dát na vědomí, že se má ihned s Michaelem zkontaktovat. Nakonec Jarmila dostane kazetu s audionahrávkou, která jí objasní zbytek příběhu. Nevěří ovšem tomu, že k ní promlouvá Kurýr a celou nahrávku považuje za vtip.
Michael s Kurýrem se nesetkají, ale Michael je Kurýrem kontaktován telefonicky v hotelovém pokoji. Za ty roky je ale Kurýr na Zemi usazen, má rodinu a odletět odmítá. Michael s dokumenty od Kurýra odlétá zpět. Teprve tehdy si Jarmila všimne na terase Ruzyňského letiště muže – Kurýra, který se podobá mužům z vyobrazení, jež použila pro svou povídku. Tehdy jí také dochází, kdo Michael ve skutečnosti byl a příběh končí.
Celý film je provázen ukázkami a střihy z ostatních českých sci-fi filmů, např. Ikarie XB 1, Baron Prášil, Akce Bororo, Muž z prvního století a dalších. Film je též označován, kvůli ukázkám, za střihový.

## Obsazení
| Jan Kanyza     | mimozemšťan Michael Jones     |
| Eva Jakoubková | Marcela Vosecká, spisovatelka |